# Erivaldo Antonio Saraiva
Erivaldo Antonio Saraiva (nacido el 22 de noviembre de 1980) es un exfutbolista brasileño que se desempeñaba como delantero.
Jugó para clubes como el Palmeiras, Rio Branco, Pelotas, Moto Club, Hammam-Lif y Shonan Bellmare.

## Trayectoria

### Clubes
| Club                 | País   | Año         |
| -------------------- | ------ | ----------- |
| São Vicente          | Brasil | 2002        |
| Palmeiras            | Brasil | 2003        |
| Juventus             | Brasil | 2004        |
| Rio Branco           | Brasil | 2004        |
| Jataiense            | Brasil | 2005        |
| Pelotas              | Brasil | 2005        |
| Nova Iguaçu          | Brasil | 2006        |
| Moto Club            | Brasil | 2006        |
| Atlético Sorocaba    | Brasil | 2007        |
| Luziânia             | Brasil | 2007        |
| Hammam-Lif           | Túnez  | 2007        |
| Zhejiang Greentown   | China  | 2008 - 2009 |
| Beijing Sinobo Guoan | China  | 2010        |
| Shonan Bellmare      | Japón  | 2010        |
| Liaoning Whowin      | China  | 2011        |
| Chengdu Blades       | China  | 2012        |